# 海庭道
海庭道（英語：Hoi Ting Road）是香港九龍旺角西及油麻地在西九龍填海計劃及香港機場核心計劃其中一條道路，於1990年代動工。海庭道是條環狀道路，途經多個私人屋苑帝峰·皇殿、帝柏海灣、柏景灣、海富苑和富榮花園。附近有多間學校，包括：保良局陳守仁小學、油蔴地天主教小學（海泓道）、香港管理專業協會李國寶中學，和香港理工大學香港專上學院西九龍校園。
西九龍政府合署南座和北座，和香港紅十字會總部邵逸夫樓，也是位於這條街道上。

## 主要建築
- 海富苑（海庭道2號）
- 保良局陳守仁小學（海庭道6號）
- 富榮花園1期（海庭道8號）
- 富榮花園2期（海庭道16號）
- 奧海城2期、柏景灣及帝柏海灣（海庭道18號）
- 香港理工大學香港專上學院西九龍校園（海庭道9號）
- 西九龍政府合署南座和北座（海庭道11號）
- 臨時停車場（於西九龍政府合署和油麻地通風大樓之間，代替被清拆的油麻地停車場大廈，擬建海庭道綜合大樓）
- 油麻地通風大樓（海庭道15號）
- 香港紅十字會總部邵逸夫樓（海庭道19號）
- 奧海城3期及帝峰·皇殿（海泓道1號）
- 香港管理專業協會李國寶中學（海泓道8號）
- 油蔴地天主教小學（海泓道）（海泓道10號）

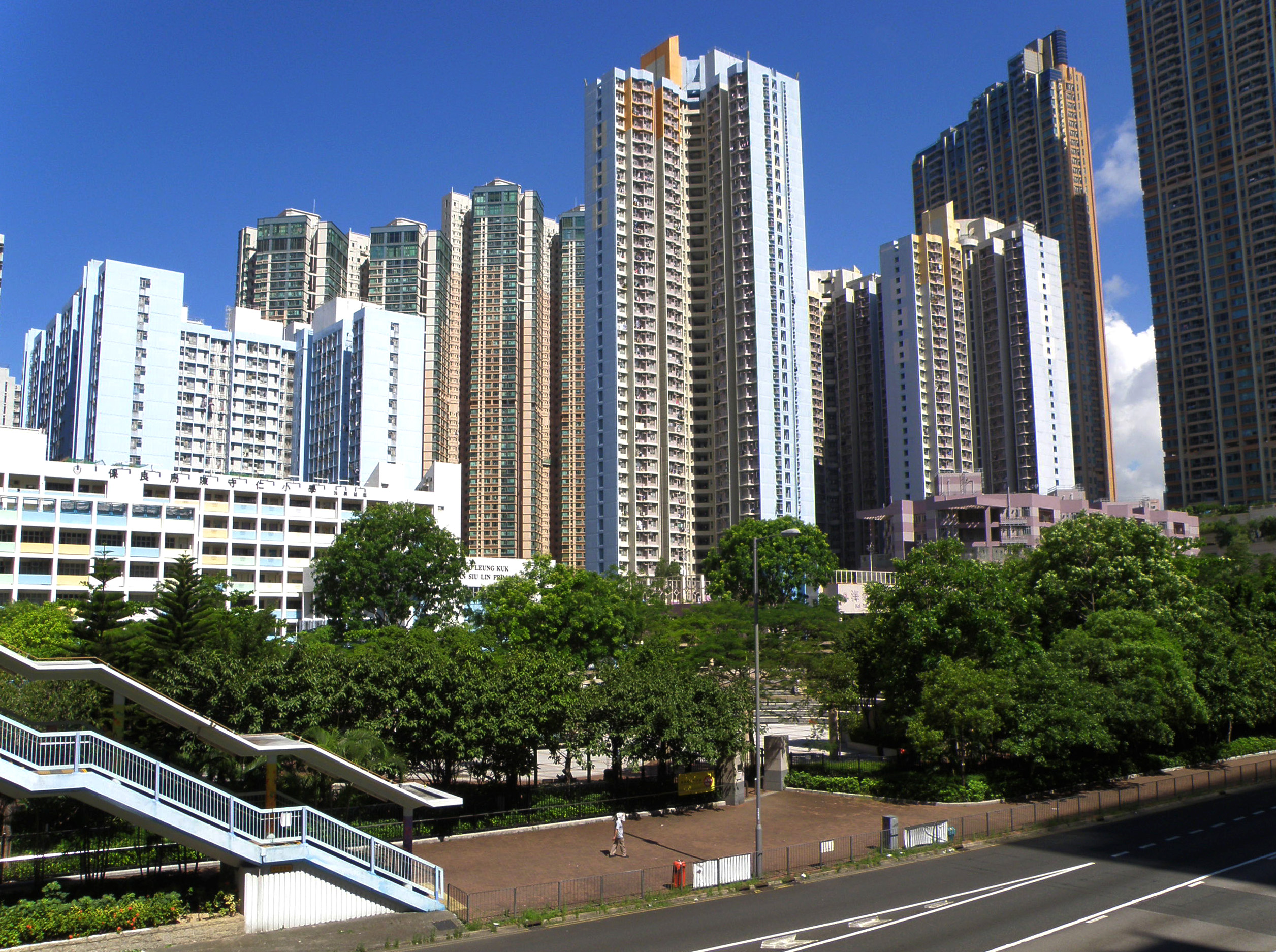
海富苑
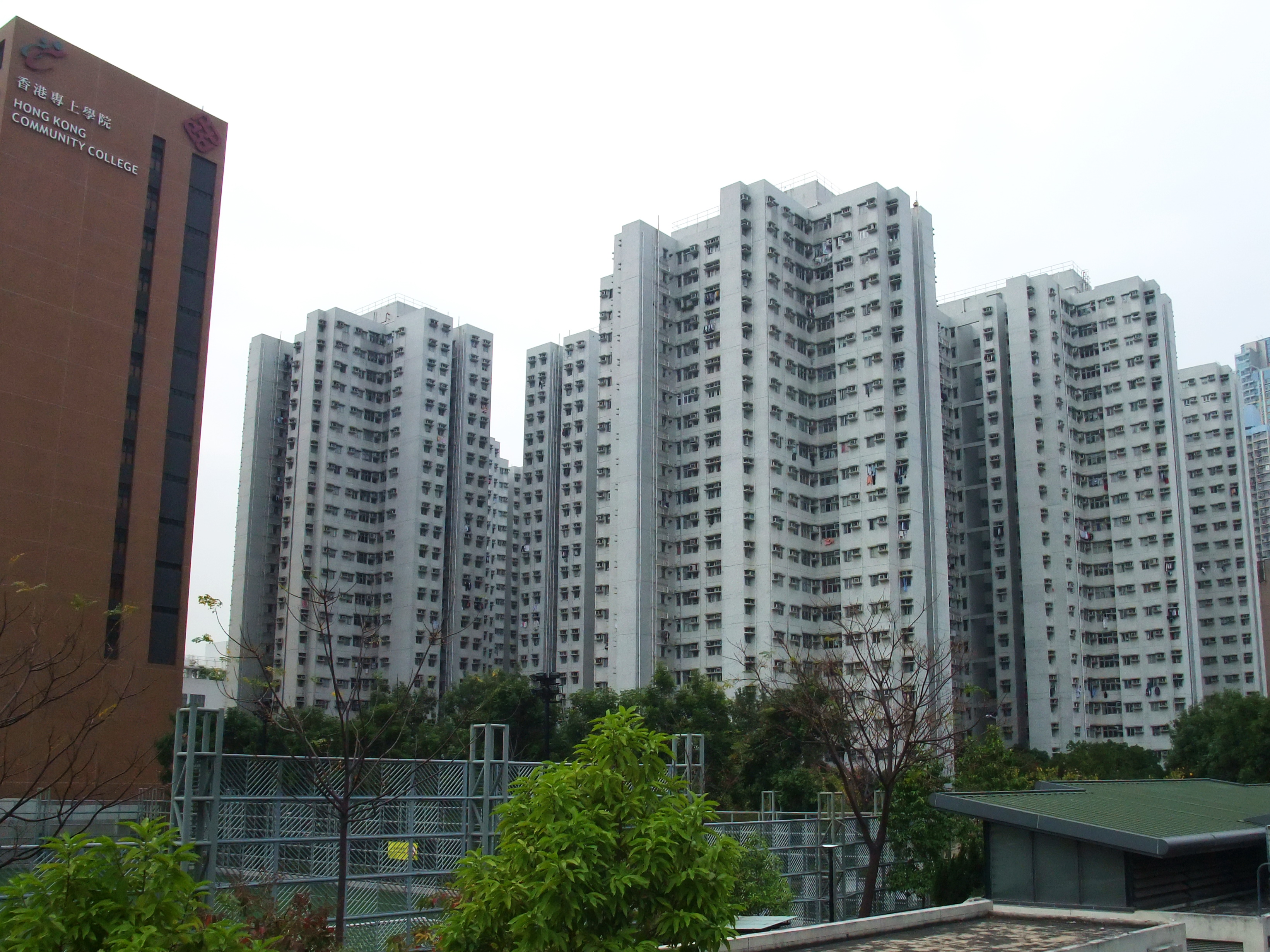
富榮花園
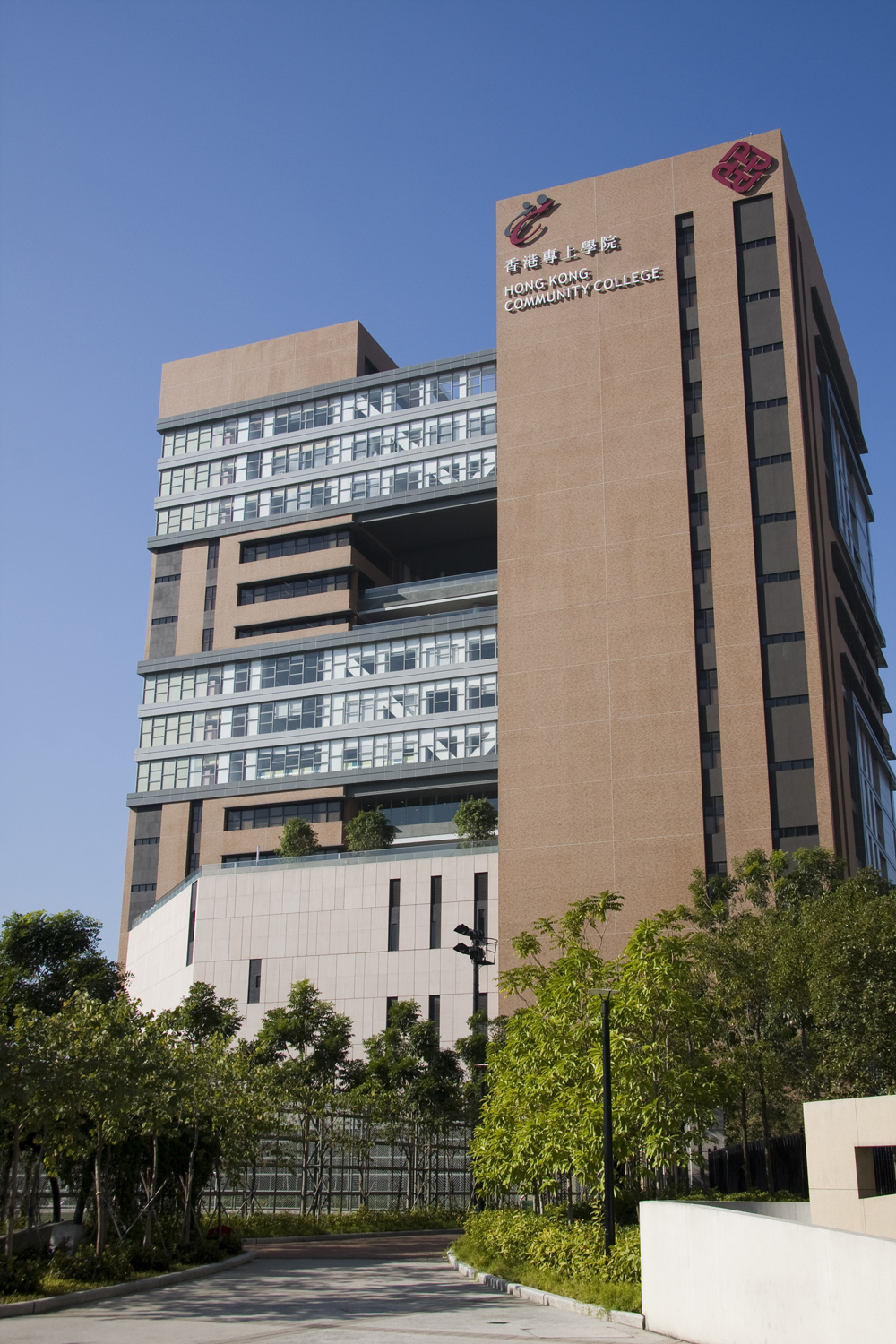
香港專上學院西九龍校園
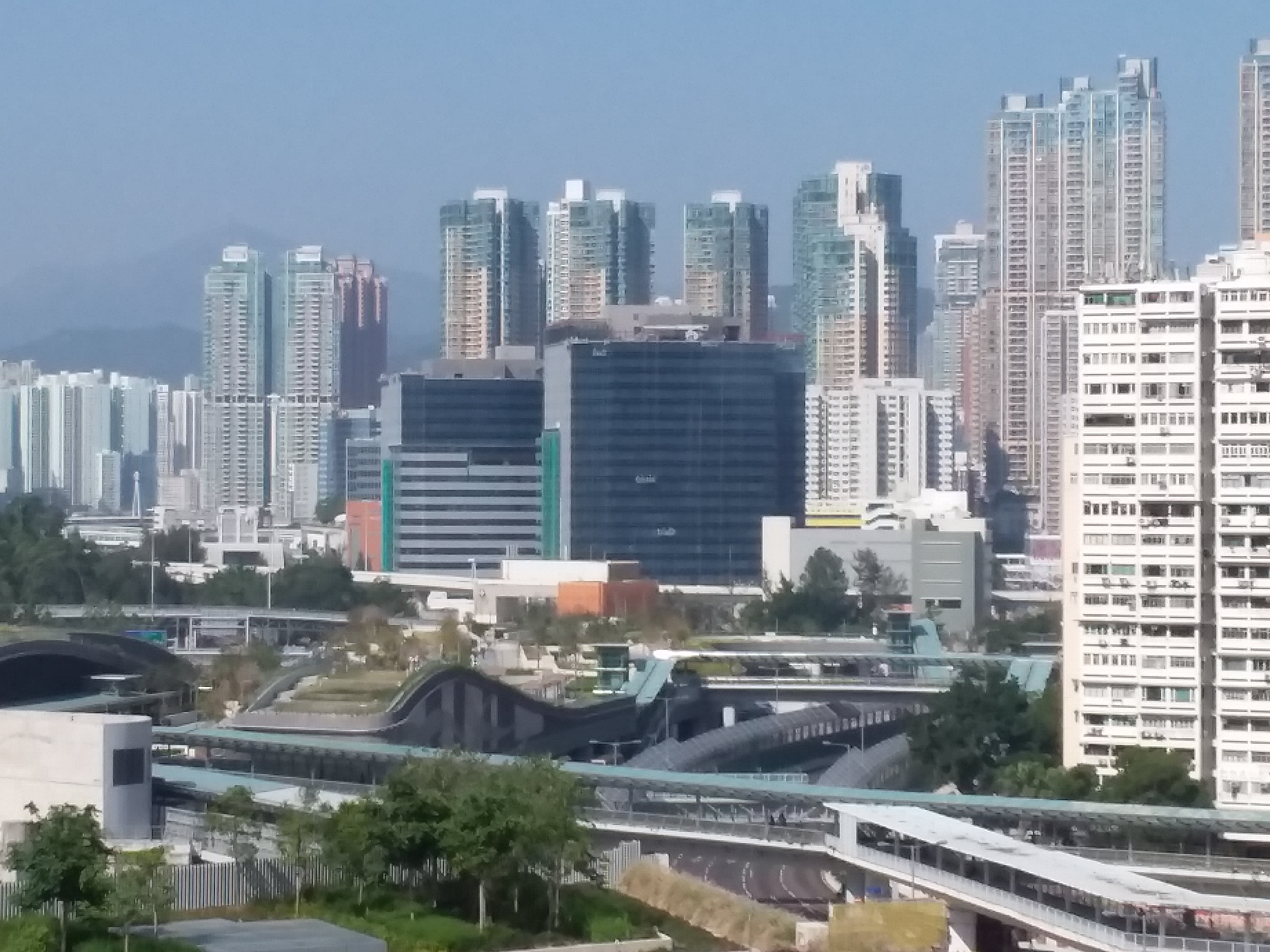
西九龍政府合署
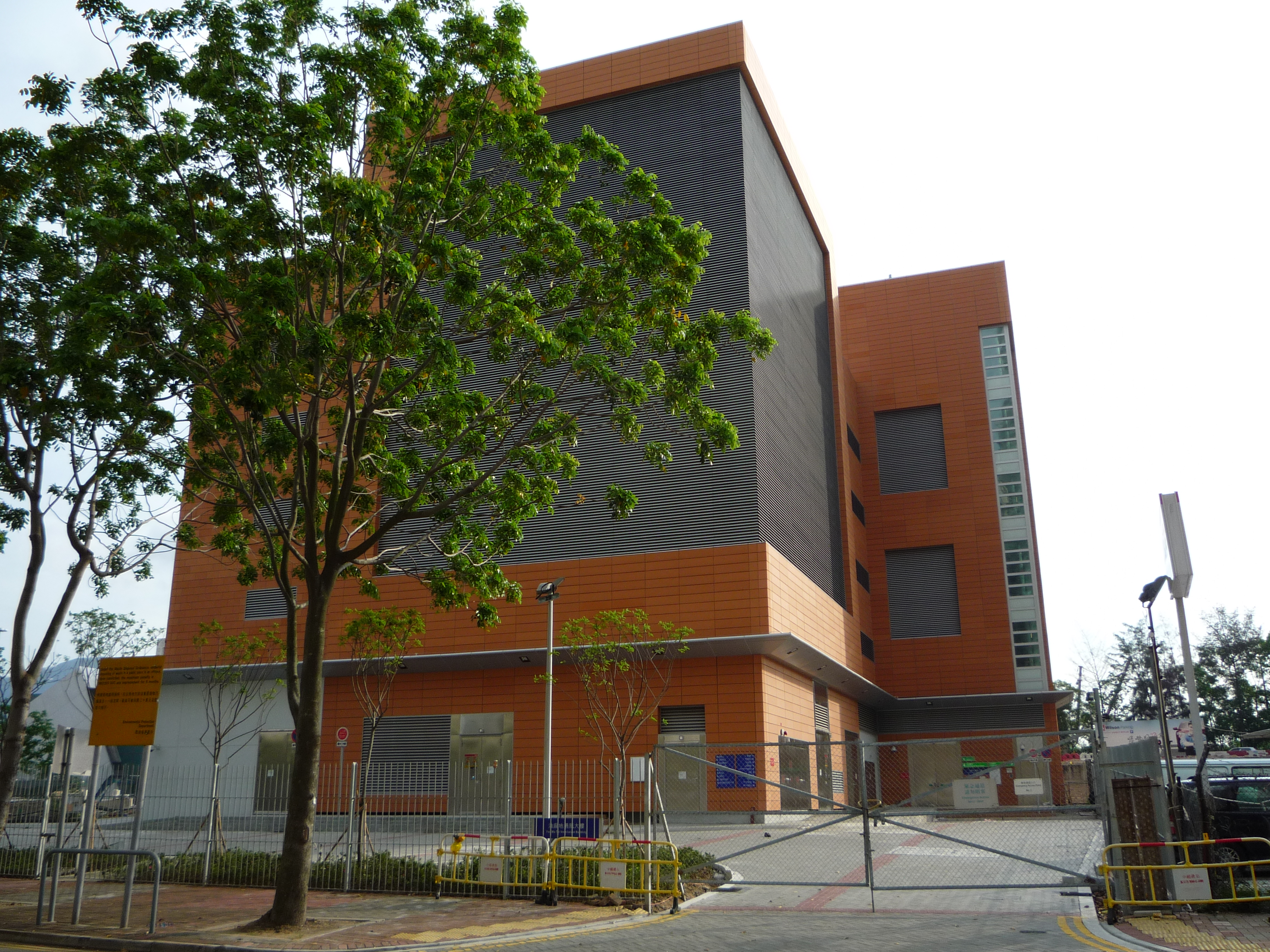
油麻地通風大樓
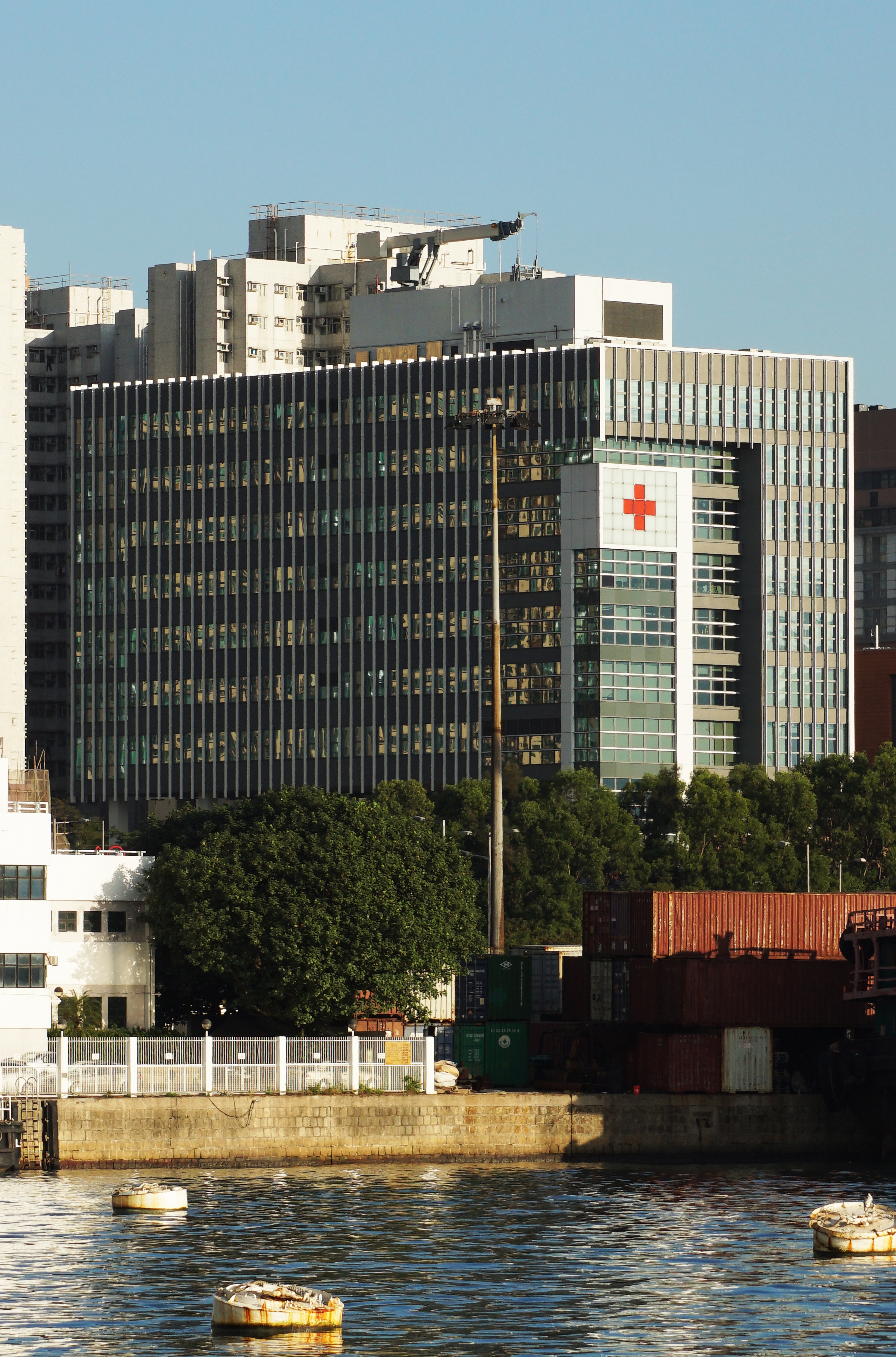
香港紅十字會總部邵逸夫樓
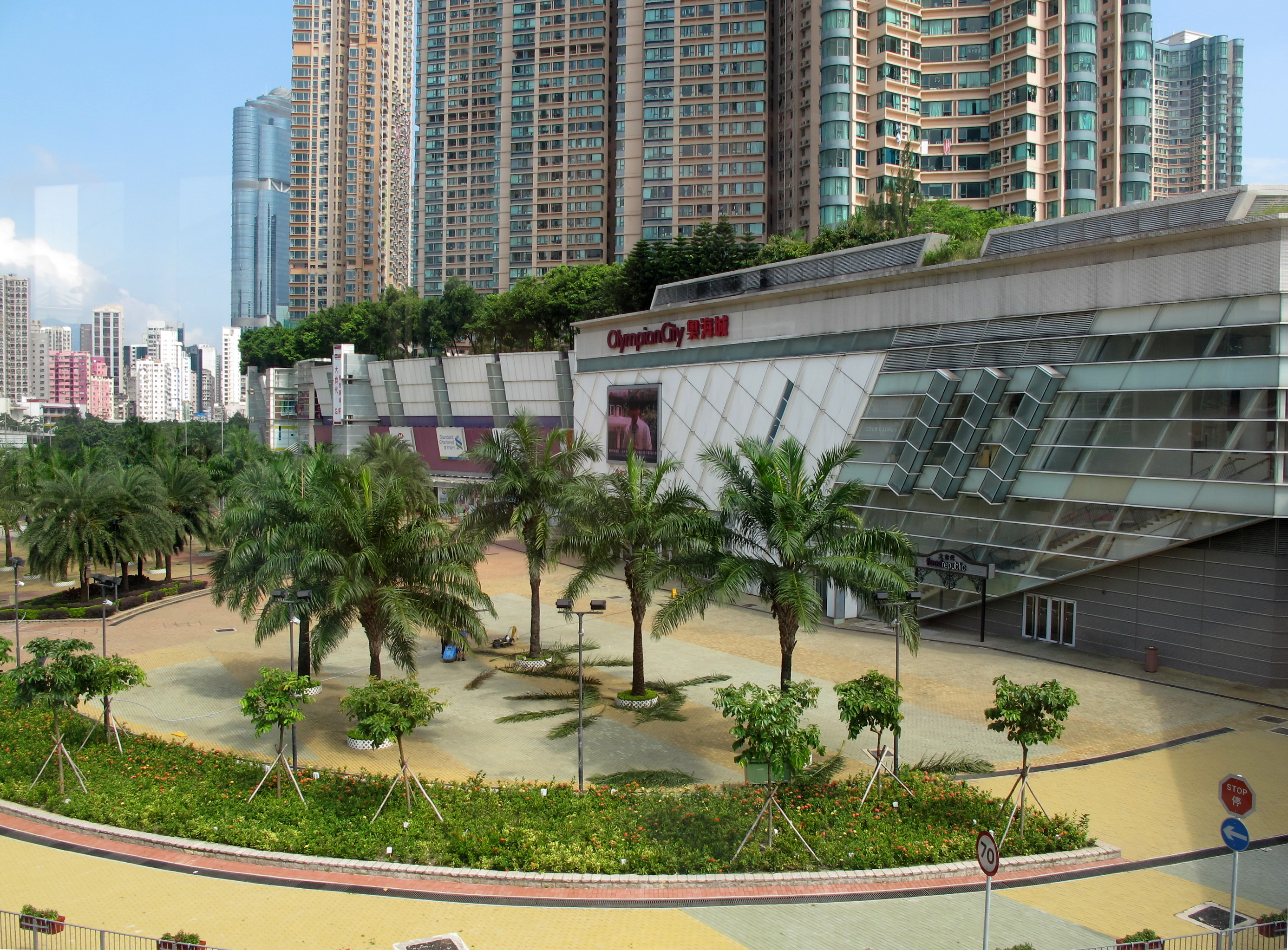
奧海城2期
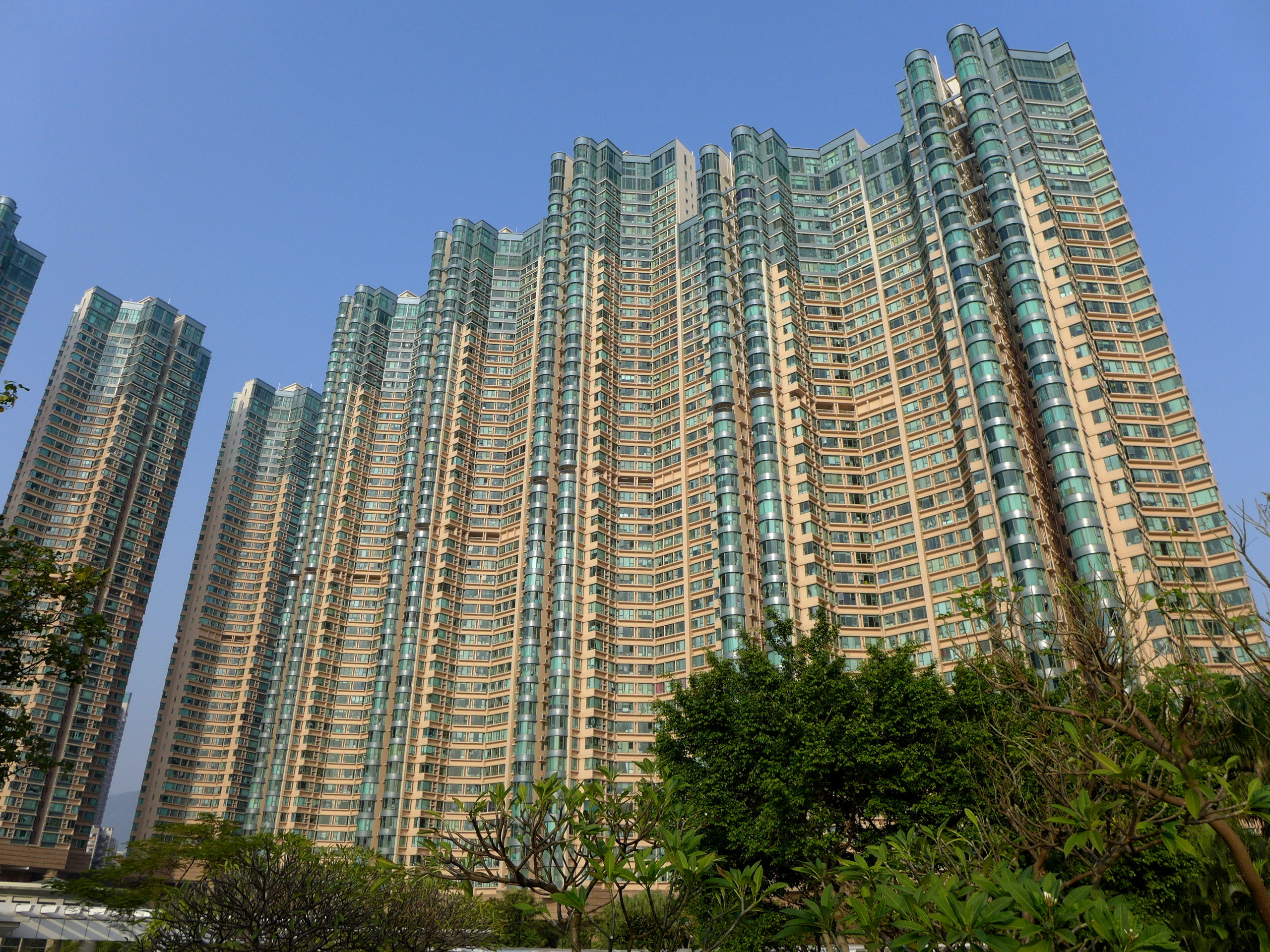
柏景灣
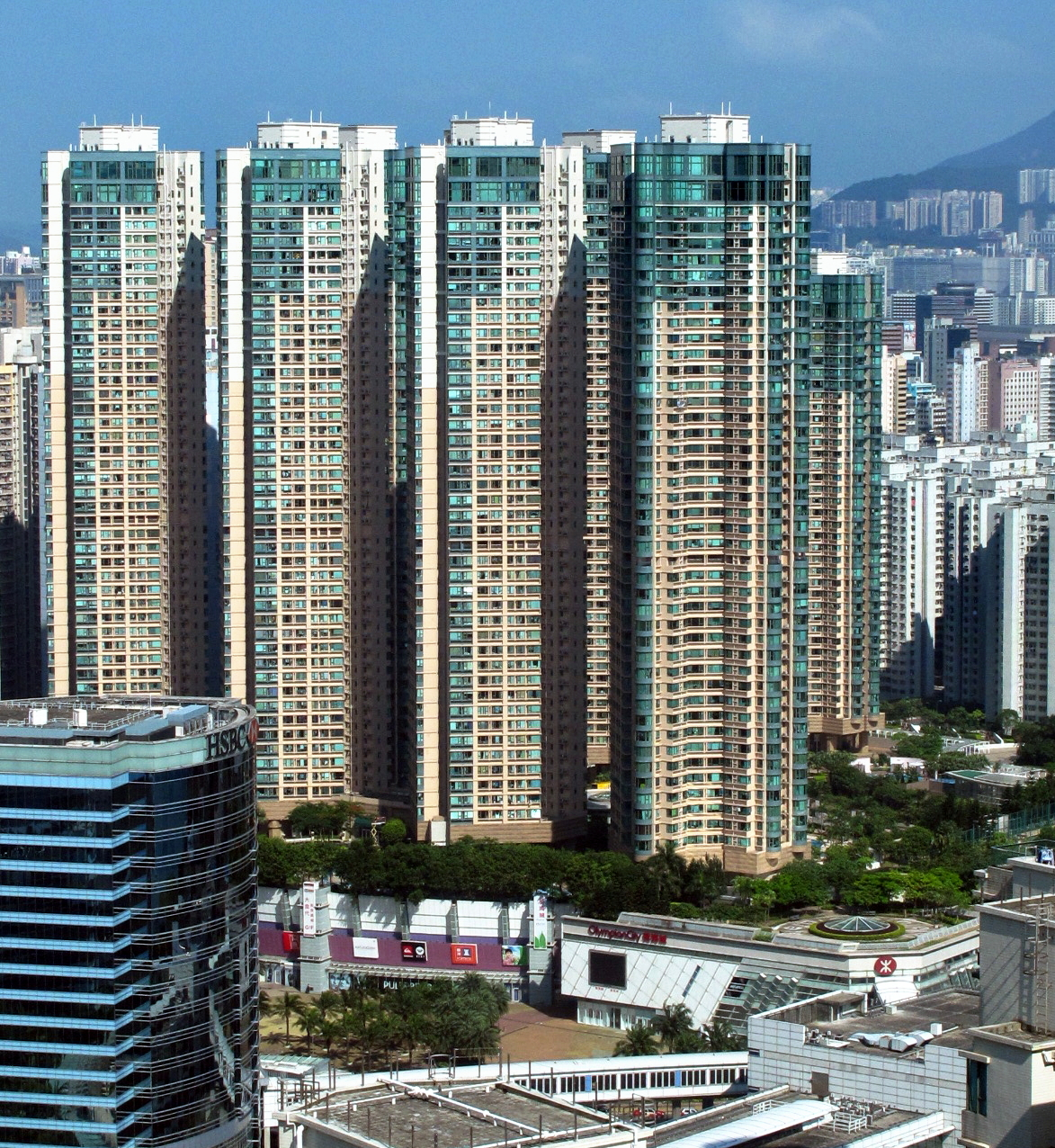
帝柏海灣
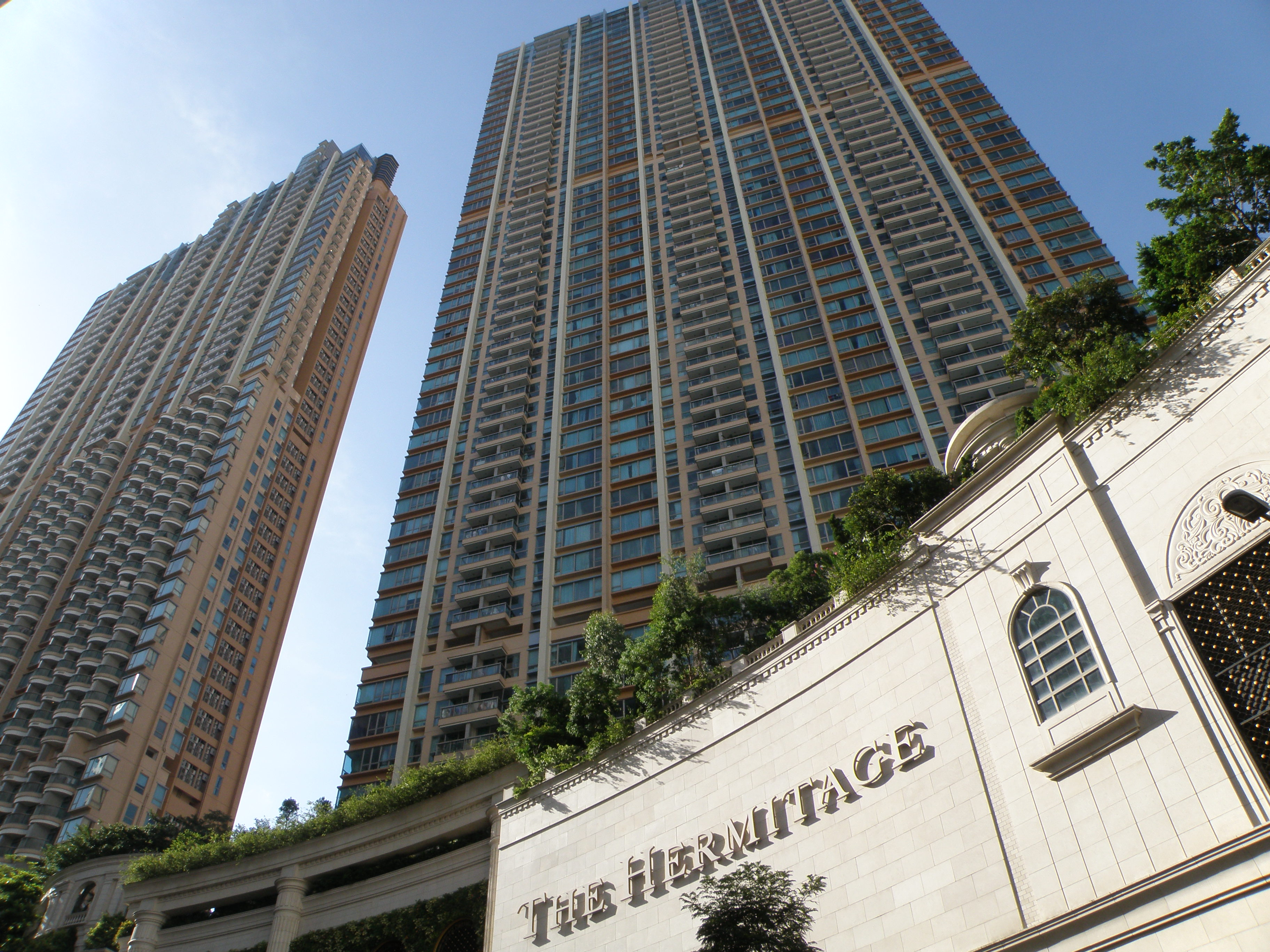
帝峯·皇殿

## 鄰近
- 港鐵奧運站
- 海泓道
- 櫻桃街公園（櫻桃街1號）